# A Firma (série de televisão)
The Firm (A Firma) é uma série de televisão norte-americana/canadense, baseada no best-seller de John Grisham. Estreou em 8 de janeiro de 2012 na NBC mas foi cancelada.

## Elenco
Na sequência estão o elenco regular e recorrente da série A Firma:
Regular
- Josh Lucas como Mitch McDeere
- Molly Parker como Abby McDeere - Esposa Mitch McDeere
- Callum Keith Rennie como Ray McDeere - Irmão de Mitch McDeere
- Juliette Lewis como Tammy Hemphill - Namorada de Ray McDeere
- Natasha Calis como Claire McDeere - Filha de Mitch and Abby McDeere.

Recorrentes
- Tricia Helfer como Alex Clark
- Shaun Majumder como Andrew Palmer
- Paulino Nunes como Federal Marshall Louis Coleman